# 比耶塔

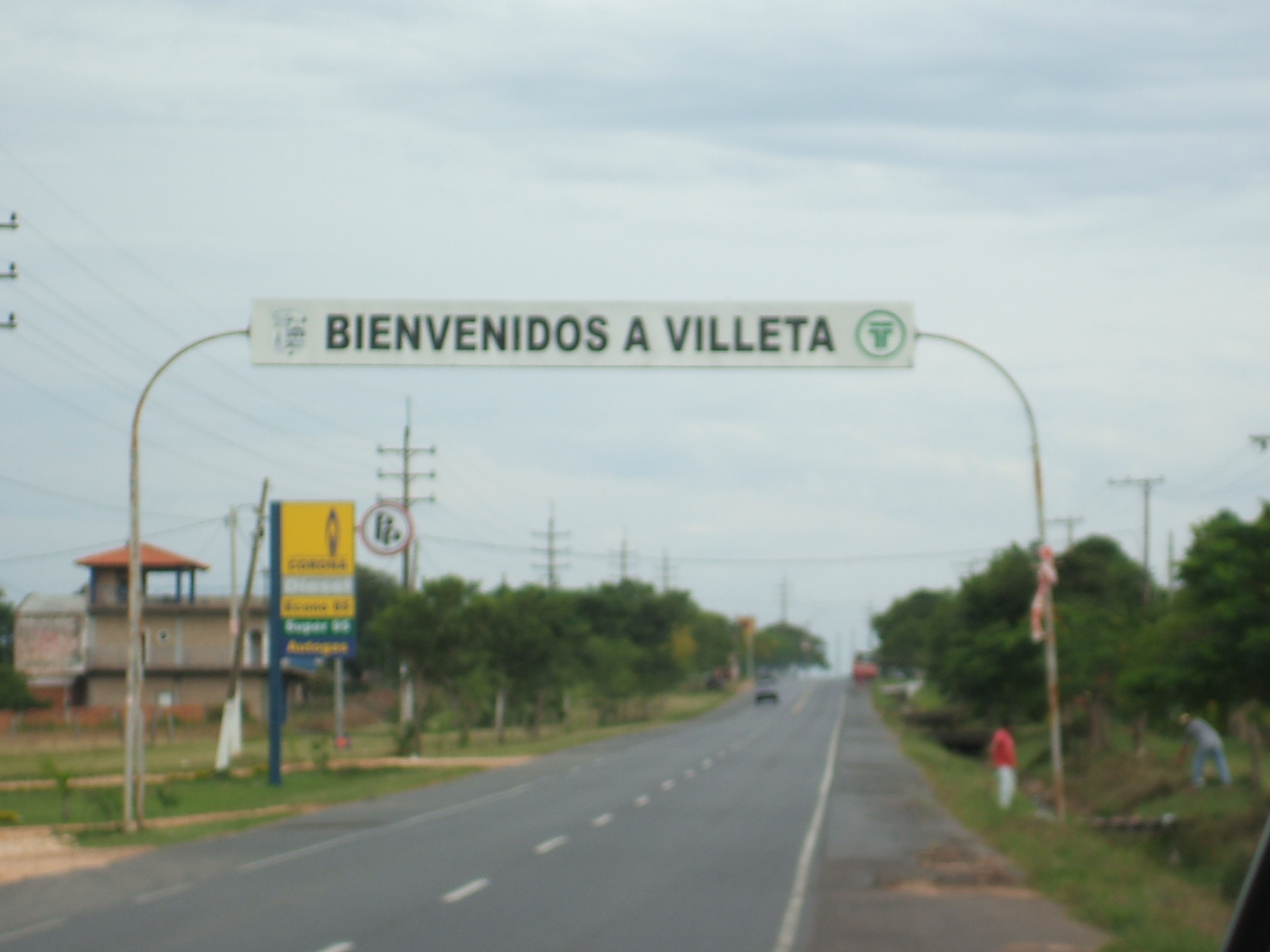

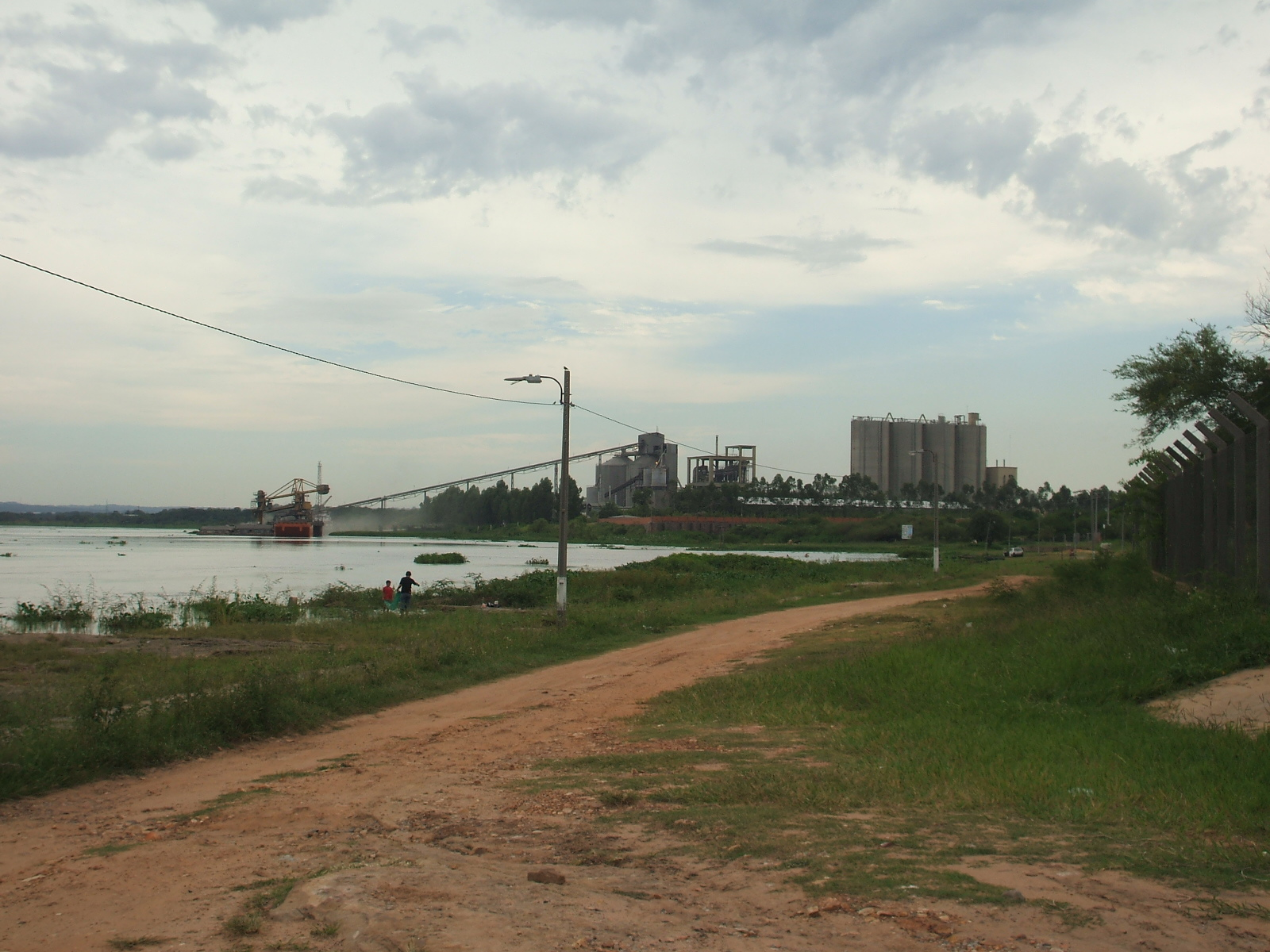

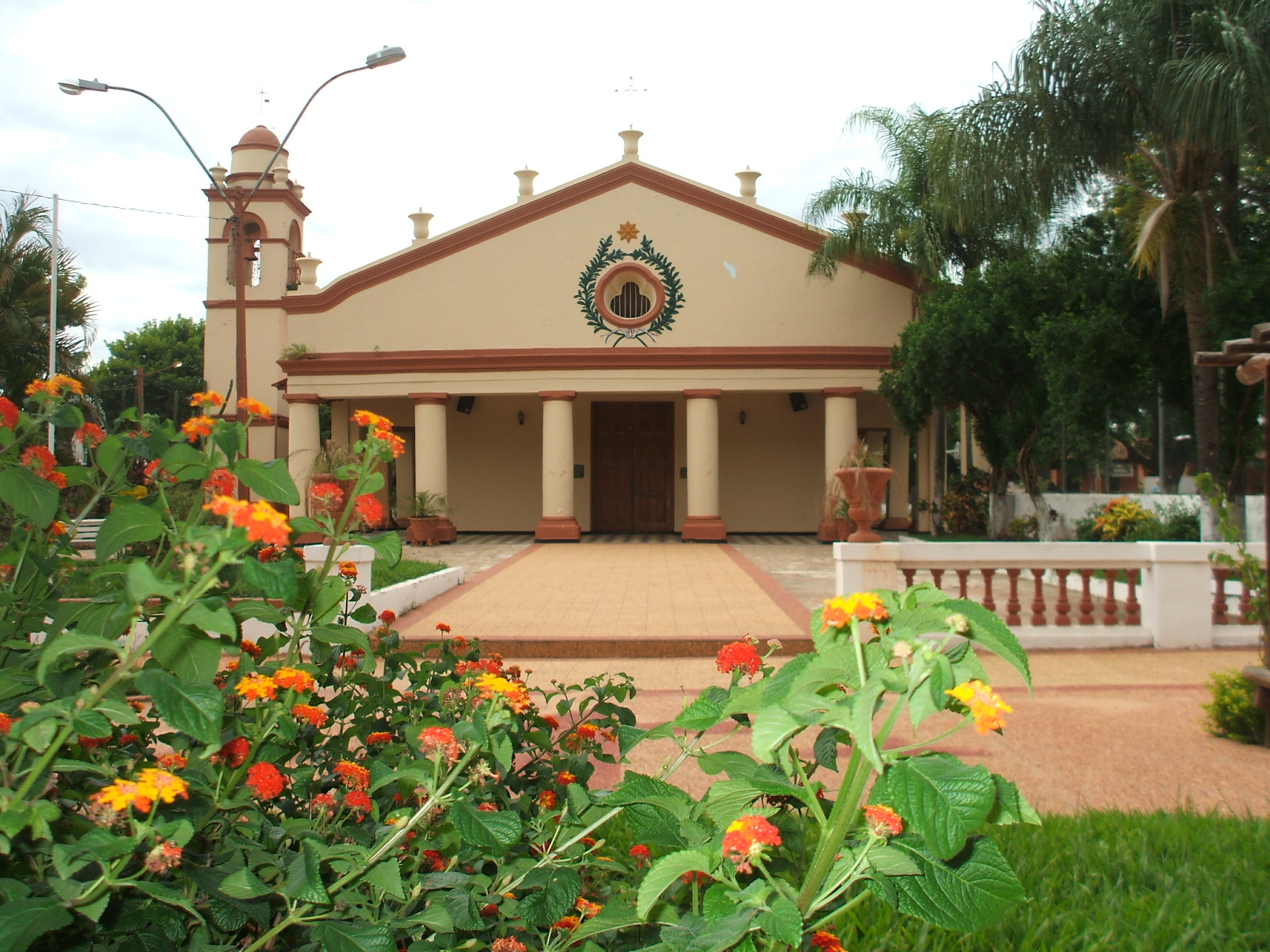

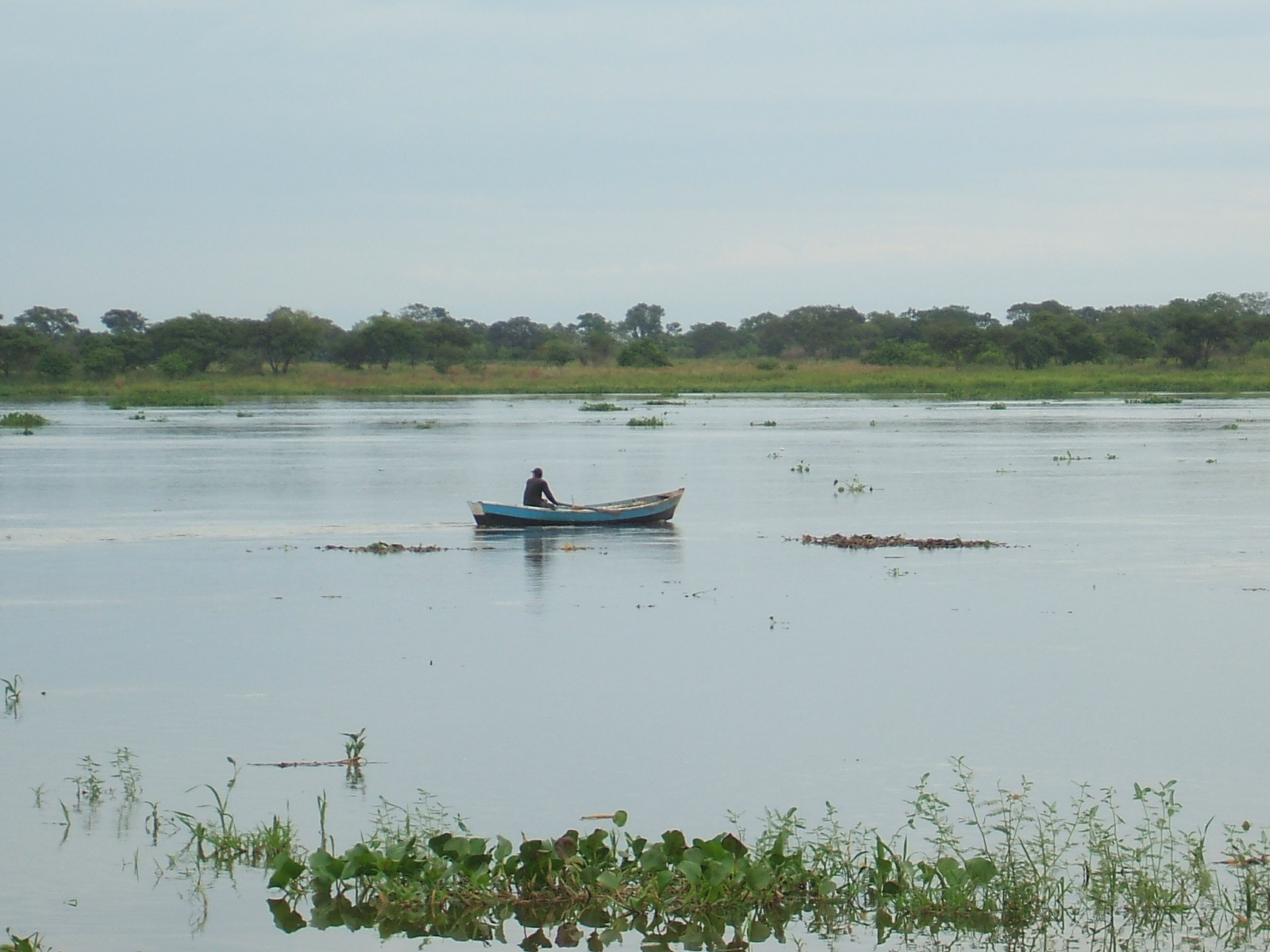

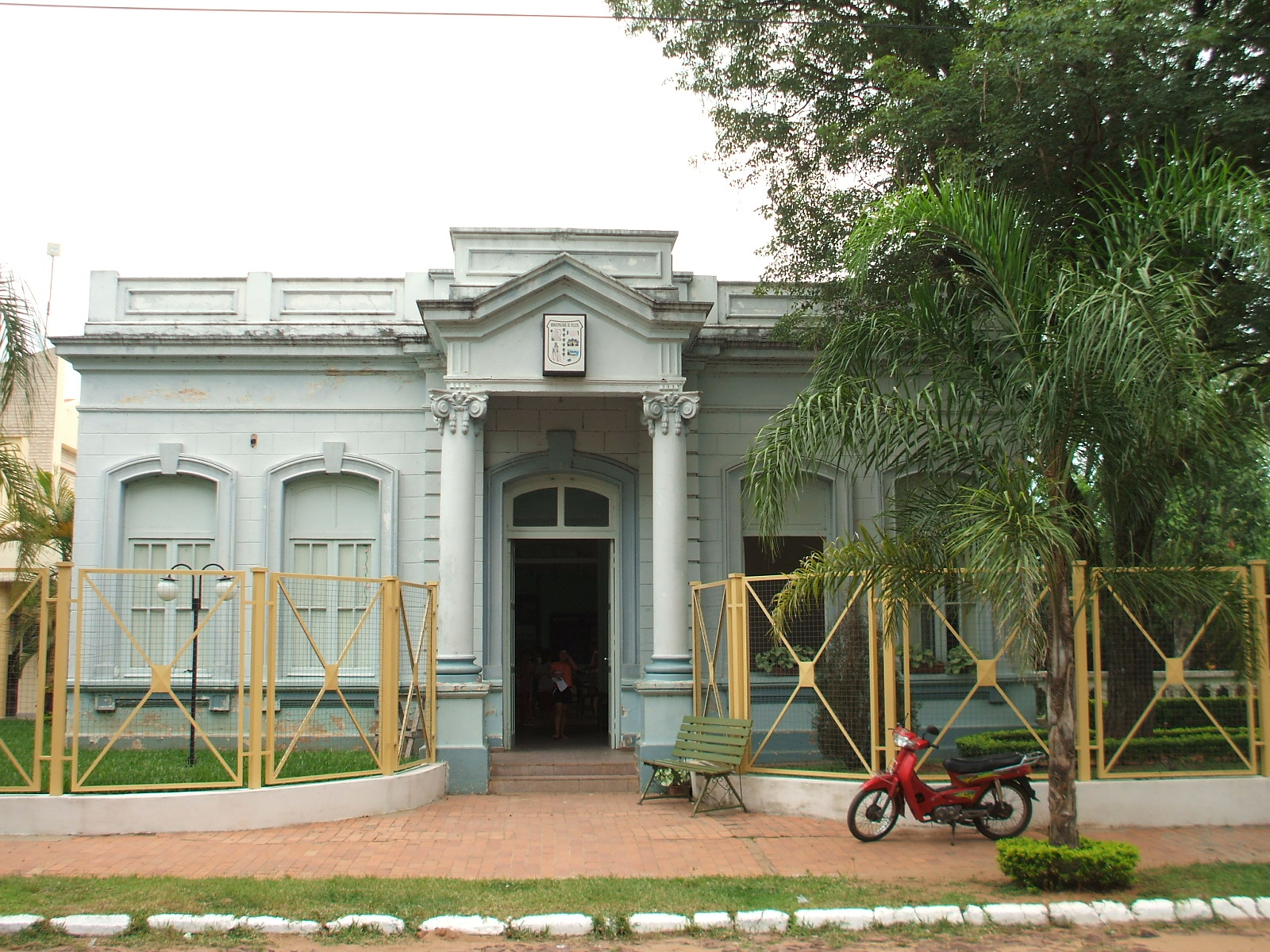

比耶塔（西班牙語：Villeta）是巴拉圭的城市，位於巴拉圭河畔，由中央省負責管轄，距離首都亞松森34公里，始建於1714年3月15日，面積888平方公里，海拔高度55米，2008年人口36,228。

## 外部連結
- Secretaria Nacional de Turismo （页面存档备份，存于）